# 生活大爆炸
《生活大爆炸》（英語：The Big Bang Theory，缩写作），是由查克·洛尔和比尔·普拉迪创作的美国情景喜剧，在2007年9月24日由哥伦比亚广播公司（CBS）推出，于2019年5月16日第12季播放后剧终结束。
这部电视剧剧情设定于加利福尼亚州帕萨迪纳市，围绕四名受雇于加州理工学院的科研理工男的情感生活展开。租住同一间公寓的实验物理学家伦纳德·霍夫斯塔特（英語：Leonard Hofstadter）和理论物理学家谢尔顿·库珀（英語：Sheldon Cooper）、航天工程师霍华德·沃洛维兹（英語：Howard Wolowitz）、印度籍天体物理学家拉杰什·库斯拉帕里（英語：Rajesh Koothrappali）为同事、朋友关系，并且均有书呆子气、均缺乏社交能力。住在他们对门的是一位刚搬进公寓的漂亮金髮餐廳女侍應佩妮，她有志成为一名演员。四位书呆子气的高智商主角与善于社交、依赖常识的佩妮形成鲜明的对比，让全剧充满了喜剧色彩。
此剧由华纳兄弟电视公司和查克·洛尔制片公司共同制作。2009年3月，CBS续约《生活大爆炸》的第三季和第四季。2009年8月，该剧赢得了北美电视评论协会（Television Critics Association）喜剧类杰出成就奖，吉姆·帕森斯亦因为谢尔顿一角赢得了喜剧类个人成就奖项。同年，该剧获得美国电影学会十大最佳电视剧奖项第一名，凯莉·库柯也获得《娱乐周刊》最佳女主演奖。2010年该剧摘得全美民选奖和《娱乐周刊》最佳喜剧奖。吉姆·帕森斯则在2010、2011、2013、2014兩度连续两年蝉联艾美奖最佳喜剧男主演奖，平了該獎項之歷史紀錄（以同一角色獲得四座艾美喜劇類男主角獎），并得到2011年金球奖音乐喜剧类最佳表演奖。

## 播放
《宅男行不行》于美国东部时间周一晚間9时30分播放，紧跟另一部由洛尔制作的电视剧《好汉两个半》。2009年9月21日第三季第一集播映时，创下了CBS夜间18-49岁成人观众收视率的新纪录（4.6/10），当时共有1283万观众收看该剧。2010年5月19日，CBS宣布会在2010～2011年档期内，改在东部时间周四晚八点的黄金档播放该剧。2011年1月12日，CBS宣布续签此剧三年延至2013-2014季度。在2014年3月，该剧再次获得为期三季度的续约，使得该剧延至2016-17季度，达到10季。2017年3月，制作方宣布将续约两季度，到2018-19季度，至12季。2018年8月，官方宣布第12季将为该剧的最后一季。

## 制片
在全剧首播之前，2006年曾有有过一集试播集。该集与正式剧集差别较大，且没有受到好评。CBS在看过之后鼓励编剧重新创作，才有了之后的正式版试播集。詹姆斯·伯罗斯执导了此剧的第二版试播集，但他此后没有继续参与拍摄。2007年5月14日，重拍后的试播集让CBS订购了13集《宅男行不行》。在CBS播映前，iTunes上已经免费提供了该试播集的下载。《宅男行不行》初映于2007年10月19日。
2007年11月6日，由于美国编剧协会大罢工的影响，《宅男行不行》的制片被迫停止，直到2008年3月17日才在荧幕上回归：当季剩余的9集被挪至较早时段播出。罢工结束后，电视网决定在2008至2009年电视季继续播映该剧的第二季。2008年9月22日，CBS在相同时段播出了第二季的第一集。随着收视率的提高，该剧得到了2009至2010年、2010至2011年两个季度的续约。
洛杉矶加利福尼亚大学的物理／天文学教授大卫·萨尔茨伯格（David Saltzberg）负责检查剧本，帮助完善对白和数学方程，并提供了用作道具的图表。执行制片以及共同创始人比尔·普拉迪曾说到：“从第一季开始，我们就给谢尔顿找了一个真正的问题来解决，所以在白板上看到的是解决问题的真实进度……我们下了很大的功夫来确保科学上的正确性。”
谢尔顿和伦纳德这两个主角的名字来自演员、导演和制片人谢尔顿·伦纳德。

## 主题曲
加拿大另类摇滚乐队“裸体女郎”（Barenaked Ladies）为该剧演唱片头30秒的主题曲，其歌词描述宇宙的发展以及地球和人类的变迁。“裸体女郎”乐队的主唱兼吉他手爱德·罗伯逊（Ed Robertson）应制片人特别邀请后，受英国著名科普作家、粒子物理学家西蒙·辛格（Simon Singh）所著《大爆炸》一书的启发后谱写了此曲。2007年10月9日，该曲发行1分45秒的完整版本《万物史》（The History of Everything）。在2010年的一期《电视指南》杂志中，该剧的片头动画在最受读者喜爱的10大片头曲中名列第六。

## 集数
| 季数 | 季数 | 集数 | 首播          | 首播          | DVD发行       | DVD发行        | DVD发行        | 尼尔森收视率排行 | 尼尔森收视率排行 | 尼尔森收视率排行        |
| 季数 | 季数 | 集数 | 首集          | 末集          | 1区           | 2区            | 4区            | 观众 (百万)      | 排名             | 18－49岁收视率 （排名） |
| ---- | ---- | ---- | ------------- | ------------- | ------------- | -------------- | -------------- | ---------------- | ---------------- | ----------------------- |
|      | 1    | 17   | 2007年9月24日 | 2008年5月19日 | 2008年9月2日  | 2009年1月12日  | 2009年4月3日   | 8.31             | 68               | 3.3/9 (不适用)          |
|      | 2    | 23   | 2008年9月22日 | 2009年5月11日 | 2009年9月15日 | 2009年10月19日 | 2010年3月3日   | 10.00            | 44               | 3.8/10 (不适用)         |
|      | 3    | 23   | 2009年9月21日 | 2010年5月24日 | 2010年9月14日 | 2010年9月27日  | 2010年10月13日 | 14.12            | 12               | 5.3/13 (5)              |
|      | 4    | 24   | 2010年9月23日 | 2011年5月19日 | 2011年9月13日 | 2011年9月26日  | 2011年10月5日  | 13.14            | 13               | 4.4/13 (7)              |
|      | 5    | 24   | 2011年9月22日 | 2012年5月10日 | 2012年9月11日 | 2012年9月3日   | 2012年10月3日  | 15.82            | 8                | 5.5/17 (6)              |
|      | 6    | 24   | 2012年9月27日 | 2013年5月16日 | 2013年9月10日 | 2013年9月2日   | 2013年9月18日  | 18.68            | 3                | 6.2/19 (2)              |
|      | 7    | 24   | 2013年9月26日 | 2014年5月15日 | 2014年9月16日 | 2014年9月8日   | 2014年9月17日  | 19.96            | 2                | 6.2/20（2）             |
|      | 8    | 24   | 2014年9月22日 | 2015年5月7日  | 不适用        | 不适用         | 不适用         | 19.05            | 2                | 5.6/17（4）             |
|      | 9    | 24   | 2015年9月21日 | 2016年5月12日 | 不适用        | 不适用         | 不适用         | 19.36            | 2                | 5.8/19（3）             |
|      | 10   | 24   | 2016年9月19日 | 2017年5月11日 | 不适用        | 不适用         | 不适用         | 18.99            | 2                | 4.9/19（3）             |
|      | 11   | 24   | 2017年9月25日 | 2018年5月10日 | 不适用        | 不适用         | 不适用         | 18.63            | 1                | 4.4（5）                |
|      | 12   | 24   | 2018年9月24日 | 2019年5月16日 | 不适用        | 不适用         | 不适用         | 17.31            | 2                | 3.6（6）                |

| 總集數 | 集數 （季） | 標題                                      | 導演            | 編劇 | 首播日期       | 製作 代碼 | 美國收視人數 （百萬） |
| ------ | ----------- | ----------------------------------------- | --------------- | --- | -------------- | --------- | --- |
| 256    | 1           | 夫妻的配置 The Conjugal Configuration     | 马克·森卓斯基   | 故事：查克·洛尔、埃里克·卡普兰、塔拉·埃爾南德斯（Tara Hernandez） 劇本：史蒂夫·霍蘭德、瑪麗亞·法拉利（Maria Ferrari）、傑里米·豪（Jeremy Howe）                       | 2018年9月24日  | T12.16001 | 12.92 標題出處: 薛爾登試圖安排他和艾米的婚姻生活日程。 |
| 257    | 2           | 結婚禮物的蟲洞 The Wedding Gift Wormhole  | 馬克·森卓斯基   | 故事：史蒂夫·霍蘭德、史蒂文·莫拉羅、瑪麗亞·法拉利 劇本：戴夫·格奇（Dave Goetsch）、艾力·卡普蘭、安迪·戈登                                                             | 2018年9月27日  | T12.16002 | 12.04 標題出處: 薛爾登和艾米尋找結婚禮物的意思的旅程。 |
| 258    | 3           | 生育的計算 The Procreation Calculation    | 馬克·森卓斯基   | 故事：查克·洛爾、塔拉·埃爾南德斯、亞當·法伯曼（Adam Faberman） 劇本：史提夫·霍蘭德、瑪麗亞·法拉利、安東尼·德爾·布羅科洛（Anthony Del Broccolo）                       | 2018年10月4日  | T12.16003 | 12.29 標題出處: 里安納和潘妮試圖決定是否要孩子。 |
| 259    | 4           | 譚的湍流 The Procreation Calculation      | 馬克·森卓斯基   | 故事：史提夫·霍蘭德、史蒂文·莫拉羅、瑪麗亞·法拉利 劇本：戴夫·格奇、艾力·卡普蘭、傑里米·豪                                                                             | 2018年10月11日 | T12.16004 | 12.94 標題出處: 離開20年後，譚重新出現在薛爾登的生活中所引起的焦慮。 |
| 260    | 5           | 天文館的碰撞 The Planetarium Collision    | 馬克·森卓斯基   | 故事：艾力·卡普蘭、安迪·哥頓、艾力士·艾爾斯（Alex Ayers） 劇本：史提夫·霍蘭德、瑪麗亞·法拉利、塔拉·埃爾南德斯                                                         | 2018年10月18日 | T12.16005 | 12.22 標題出處: 霍華德與雷傑在天文館的工作發生衝突。 |
| 261    | 6           | 模仿的擾動 The Imitation Perturbation     | 馬克·森卓斯基   | 故事：史提夫·霍蘭德、瑪麗亞·法拉利、塔拉·埃爾南德斯 劇本：艾力·卡普蘭、傑里米·豪、亞當·法伯曼                                                                         | 2018年10月25日 | T12.16006 | 12.99 標題出處: 霍華德在萬聖節打扮成薛爾登，而作為回應，薛爾登和艾米則打扮成霍華德和伯納黛特。 |
| 262    | 7           | 撥款分配的推導 The Imitation Perturbation | 馬克·森卓斯基   | 故事：艾力·卡普蘭、安東尼·德爾·布羅科洛、艾力克斯·揚克斯（Alex Yonks） 劇本：史提夫·霍蘭德、戴夫·格奇、瑪麗亞·法拉利                                                  | 2018年11月1日  | T12.16007 | 12.64 標題出處: 里安納選擇撥款收益者。 |
| 263    | 8           | 圓房的偏差 The Consummation Deviation     | 馬克·森卓斯基   | 故事：查克·洛爾、史提夫·霍蘭德、瑪麗亞·法拉利 劇本：艾力·卡普蘭、安迪·哥頓、亞當·法伯曼                                                                               | 2018年11月8日  | T12.16008 | 12.85 標題出處: 雷傑無法和亞努一起上床。 |
| 264    | 9           | 引文的否定 The Citation Negation          | 克里斯蒂·塞西爾 | 故事：艾力·卡普蘭、塔拉·埃爾南德斯、傑里米·豪 劇本：史提夫·霍蘭德、戴夫·格奇、瑪麗亞·法拉利                                                                           | 2018年11月15日 | T12.16009 | 12.56 注意: 劇集結尾的虛榮卡向2018年11月12日去世的史丹·李致敬。 標題出處: 反駁薛爾登和艾米理論的俄羅斯論文。                                                                                      |
| 265    | 10          | 錄像機的照明 The VCR Illumination         | 馬克·森卓斯基   | 故事：史提夫·霍蘭德、史蒂文·莫拉羅、比爾·普拉迪 劇本：瑪麗亞·法拉利、安迪·哥頓、傑里米·豪                                                                             | 2018年12月6日  | T12.16010 | 12.52 注意: 這一集標誌著伊恩·阿米塔吉飾演的少年時期的薛爾登，蘭斯·巴伯飾演的老喬治·高栢，以及蒙大拿·喬丹飾演的少年時期的小喬治·高栢首次出現在節目中。 標題出處: 薛爾登和霍華德過去的舊VHS錄像帶。 |
| 266    | 11          | 彩彈的散射 The Paintball Scattering       | 馬克·森卓斯基   | 故事：瑪麗亞·法拉利、塔拉·埃爾南德斯、亞當·法伯曼 劇本：史提夫·霍蘭德、艾力·卡普蘭、安東尼·德爾·布羅科洛                                                              | 2019年1月3日   | T12.16011 | 12.80 標題出處: 大夥們參加的彩彈比賽暴露了情侶之間的問題。 |
| 267    | 12          | 繁衍的提議 The Propagation Proposition    | 馬克·森卓斯基   | 故事：查克·洛爾、史提夫·霍蘭德、傑里米·豪 劇本：瑪麗亞·法拉利、戴夫·格奇、艾力·卡普蘭                                                                                 | 2019年1月10日  | T12.16012 | 13.53 標題出處: 扎克和瑪麗莎請求里安納捐出精子成為他們孩子的父親。 |
| 268    | 13          | 確認的極化 The Confirmation Polarization  | 馬克·森卓斯基   | 故事：艾力·卡普蘭、安迪·哥頓、安東尼·德爾·布羅科洛 劇本：史提夫·霍蘭德、瑪麗亞·法拉利、塔拉·埃爾南德斯                                                                | 2019年1月17日  | T12.16013 | 13.32 標題出處: 薛爾登和艾米對他們的理論得到證實的反應，以及隨後他們對艾米可能被刪掉提名的反應的對比。                                                                                            |
| 269    | 14          | 隕石的表現 The Meteorite Manifestation    | 馬克·森卓斯基   | 故事：查克·洛爾、史提夫·霍蘭德、瑪麗亞·法拉利 劇本：艾力·卡普蘭、塔拉·埃爾南德斯、傑里米·豪                                                                           | 2019年1月31日  | T12.16014 | 13.66 標題出處: 里安納的嫉妒和打開隕石吃掉朋友的噩夢。 |
| 270    | 15          | 捐贈的振盪 The Donation Oscillation       | 馬克·森卓斯基   | 故事：比爾·皮禮迪、傑里米·豪、亞當·法伯曼 劇本：史提夫·霍蘭德、戴夫·格奇、瑪麗亞·法拉利                                                                               | 2019年2月7日   | T12.16015 | 13.97 標題出處: 里安納決定捐出他的精子，但後來選擇不捐。 |
| 271    | 16          | 魔域奇遇的渦流 The D&D Vortex             | 馬克·森卓斯基   | 故事：史提夫·霍蘭德、瑪麗亞·法拉利、安東尼·德爾·布羅科洛 劇本：艾力·卡普蘭、安東尼·德爾·布羅科洛、塔拉·埃爾南德斯                                                     | 2019年2月21日  | T12.16016 | 13.48 標題出處: 威爾·惠頓的《魔域奇遇》遊戲圈子。 |
| 272    | 17          | 大會的估值 The Conference Valuation       | 馬克·森卓斯基   | 故事：查克·洛爾、史蒂文·莫拉羅、艾力·卡普蘭 劇本：史提夫·霍蘭德、瑪麗亞·法拉利、傑里米·豪                                                                             | 2019年3月7日   | T12.16017 | 12.99 標題出處: 潘妮在製藥大會上作為女推銷員被重視。 |
| 273    | 18          | 獲獎者的積聚 The Laureate Accumulation    | 馬克·森卓斯基   | 故事：史提夫·霍蘭德、亞當·法伯曼、大衛·薩爾茨伯格（David Saltzberg） 劇本：戴夫·格奇、艾力·卡普蘭、瑪麗亞·法拉利                                                      | 2019年4月4日   | T12.16018 | 12.22 標題出處: 召集幾位諾貝爾獎獲得者參加薛爾登和艾米的活動。 |
| 274    | 19          | 靈感的剝奪 The Inspiration Deprivation    | 馬克·森卓斯基   | 故事：艾力·卡普蘭、瑪麗亞·法拉利、安迪·哥頓 劇本：史提夫·霍蘭德、安東尼·德爾·布羅科洛、塔拉·埃爾南德斯                                                                | 2019年4月18日  | T12.16019 | 11.44 標題出處: 薛爾登和艾米進入感官剝奪箱以從諾貝爾獎競選活動中冷靜下來。 |
| 275    | 20          | 決定的巨大影響 The Decision Reverberation | 馬克·森卓斯基   | 故事：史蒂文·莫拉羅、史提夫·霍蘭德、塔拉·埃爾南德斯 劇本：艾力·卡普蘭、瑪麗亞·法拉利、傑里米·豪                                                                       | 2019年4月25日  | T12.16020 | 11.84 標題出處: 里安納決定變得更為自信，並威脅要辭職如果大學不支持他的想法。 |
| 276    | 21          | 抄襲的分裂 The Decision Reverberation     | 尼基·洛爾       | 故事：艾力·卡普蘭、瑪麗亞·法拉利、亞當·法伯曼 劇本：史提夫·霍蘭德、戴夫·格奇、塔拉·埃爾南德斯                                                                         | 2019年5月2日   | T12.16021 | 12.48 標題出處: 彭伯頓博士的抄襲行為破壞了他與坎貝爾博士的合作關係。 |
| 277    | 22          | 母親的結論 The Maternal Conclusion        | 克里斯蒂·塞西爾 | 故事：史提夫·霍蘭德、艾力·卡普蘭、傑里米·豪 劇本：瑪麗亞·法拉利、安迪·哥頓、安東尼·德爾·布羅科洛                                                                      | 2019年5月9日   | T12.16022 | 12.59 標題出處: 里安納接受了他與母親的關係。 |
| 278    | 23          | 改變的常數 The Change Constant            | 馬克·森卓斯基   | 查克·洛爾、史提夫·霍蘭德、史蒂文·莫拉羅、比爾·皮禮迪、戴夫·格奇、艾力·卡普蘭、瑪麗亞·法拉利、安迪·哥頓、安東尼·德爾·布羅科洛、塔拉·埃爾南德斯、傑里米·豪、亞當·法伯曼 | 2019年5月16日  | T12.16023 | 18.52 標題出處: 潘妮向薛爾登指出，生活中唯一不變的就是改變。 |
| 279    | 24          | 斯德哥爾摩綜合症 The Stockholm Syndrome   | 馬克·森卓斯基   | 查克·洛爾、史提夫·霍蘭德、史蒂文·莫拉羅、比爾·皮禮迪、戴夫·格奇、艾力·卡普蘭、瑪麗亞·法拉利、安迪·哥頓、安東尼·德爾·布羅科洛、塔拉·埃爾南德斯、傑里米·豪、亞當·法伯曼 | 2019年5月16日  | T12.16024 | 18.52 標題出處: 薛爾登認為潘妮在飛往斯德哥爾摩的航班上生病了；參考斯德哥爾摩綜合症。 |

## DVD发行
| DVD名称   | 发行日期      | 发行日期       | 发行日期       | 集数 | 备注 |
| DVD名称   | 1区           | 2区            | 4区            | 集数 | 备注 |
| --------- | ------------- | -------------- | -------------- | ---- | --- |
| 第1季全集 | 2008年9月2日  | 2009年1月12日  | 2009年4月3日   | 17   | 3碟装，包含第1季共17集。附带18分钟长的短片“生活大爆炸的量子力学：演员与创作者谈为什么极客也能很酷”（）。总长：374分钟。                                                      |
| 第2季全集 | 2009年9月15日 | 2009年10月19日 | 2010年3月3日   | 23   | 4碟装，包含第2季共23集。附带花絮“从物理学家到明星：物理学家的真实生活/本片顾问UCLA教授戴维·萨尔茨伯格”（）和“在生活大爆炸中测试无限欢乐假说：第二季中的独特角色与特点”（）。 |
| 第3季全集 | 2010年9月14日 | 2010年9月27日  | 2010年10月13日 | 23   | 3碟装，包含第3季共23集。附带该季的深入介绍与花絮，由西蒙·黑尔贝格和昆瑙·纳亚尔解说。此外还推出了2碟装的蓝光版本。总长：374分钟。                                             |